# Philipp Neumann
Pour les articles homonymes, voir Neumann.
Ne doit pas être confondu avec Philipp von Neumann.
Philipp Neumann est un joueur professionnel allemand de basket-ball né le 20 février 1992 à Cologne en Allemagne. Neumann mesure 2,09 m et joue aux postes d'ailier fort et de pivot.
Il fait partie de l'équipe d'Allemagne des 16 ans et moins lors du championnat d'Europe (division B) de cette catégorie en août 2008 à Sarajevo en Bosnie-Herzégovine. L'Allemagne finit la compétition invaincue et gagne sa promotion en division A. Neumann marque 13,4 points par rencontre et prend 8,1 rebonds. Il est le joueur le plus adroit de la compétition à 2 points et le 3e meilleur contreur.
À l'été 2009, Neumann participe au championnat d'Europe des 18 ans et moins qui se déroule à Metz. L'Allemagne termine à la 11e place, éliminée dans le tour qualificatif. Il marque en moyenne 16,1 points (5e meilleur marqueur de la compétition), prend 10,6 rebonds (3e meilleur rebondeur derrière Enes Kanter et Dejan Musli mais à égalité avec Jonas Valančiūnas) et 3,4 contres (meilleur contreur de la compétition).
À la fin de la saison 2008-2009, il quitte le Franken Hexer qui évolue alors en deuxième division (poule sud, 2. Basketball-Bundesliga Süd) dans lequel il jouait depuis un an et rejoint le club Brose Baskets qui évolue en première division et joue aussi avec l'équipe du TSV Tröster Breitengüßbach qui évolue en NBBL, le championnat espoir allemand.
À l'été 2009, Philipp Neumann participe encore au championnat qui se déroule à Vilnius. L'Allemagne finit à la 13e position et les statistiques de Neumann sont plus faibles : 12,1 points par rencontre (20e meilleur marqueur de la compétition), 8,4 rebonds (7e meilleur rebondeur) et 1,4 contre (6e meilleur contreur).
À l'été 2012, Neumann fait partie de l'équipe d'Allemagne qui dispute le championnat d'Europe des 20 ans et moins en Slovénie. L'équipe finit à la 5e place, éliminée par l'Espagne en quart de finale. Neumann finit la compétition avec des moyennes de 12 points et 5,4 rebonds.
Il se présente à la draft 2013 de la NBA avant de retirer son nom,.